# Апонте Мартинес, Луис
Луи́с Апо́нте Марти́нес (исп. Luis Aponte Martínez; 4 августа 1922, Лаяс — 10 апреля 2012, Сан-Хуан) — единственный в истории пуэрто-риканский кардинал Римско-католической церкви. Титулярный епископ Ларса и вспомогательный епископ Понса с 23 июля 1960 по 16 апреля 1963. Коадъютор Понса с 16 апреля по 18 ноября 1963. Епископ Понса с 18 ноября 1963 по 4 ноября 1964. Архиепископ Сан-Хуана с 4 ноября 1964 по 26 марта 1999, в течение 34 лет. Кардинал-священник с титулом церкви Санта-Мария-делла-Проввиденца-а-Монтеверде с 5 марта 1973.

## Ранняя жизнь и образование
Луис Апонте Мартинес родился в городе Лаяс, епархия Понса, Пуэрто-Рико. Сын Сантьяго Евангелиста Апонте и Розы Марии Мартинес, его родители и родные братья были верными католиками. Апонте Мартинес много лет прислуживал министрантом в приходской церкви своего города. Этот опыт привёл его к мысли о священническом призвании.
Он учился в семинарии Сан-Хуана в Пуэрто-Рико, затем в семинарии Святого Иоанна (Бостон, штат Массачусетс), Он также посещал Бостонский университет, защитил докторскую диссертацию в семинарии Святого Льва во Флориде.

## Священник и епископ
Апонте Мартинес был посвящён в сан католического священника в Сан-Жермене, Пуэрто-Рико, 10 апреля 1950 года. Рукоположение совершил Джеймс Эдвард Макманус, епископ Понса. Между 1950 и 1960 годами Мартинес руководил католическими школами епархии Понса, служил епархиальным секретарём и канцлером Епископского Католического Университета Пуэрто-Рико. Он также служил капелланом пуэрто-риканской Национальной гвардии.
12 октября 1960 года Апонте Мартинес стал вторым пуэрториканцем, который был посвящён в епископа, будучи назначенным вспомогательным епископом Понса, в Пуэрто-Рико, папой римским Иоанном XXIII. Первый пуэрториканцем, который занимал этот пост был Хуан Алехо де Арисменди. Ординацию совершил 12 октября 1960 года кардинал Фрэнсис Спеллман — архиепископ Нью-Йорка, которому помогали Джеймс Питер Дэвис — архиепископ Сан-Хуана и Эдвард Джон Харпер — титулярный епископ Эраклеи. 16 апреля 1963 года Мартинес был назначен коадъютором епископа Понса, а 18 ноября 1963 года наследовал ему как епископ Понса. 4 ноября 1964 года Апонте Мартинес стал архиепископом Сан-Хуана по рекомендации кардинала Фрэнсиса Спеллмана Нью-Йоркского.
Участвовал в работе Второго Ватиканского собора.

## Кардинал
5 марта 1973 года папа римский Павел VI возвёл его в кардиналы-священники на консистории и даровал ему титул церкви «Санта-Мария-делла-Проввиденца-а-Монтеверде». Мартинес занимал пост председателя правления директоров Католического Университета Пуэрто-Рико. Апонте Мартинес был председателем епископской конференции Пуэрто-Рико, а также председателем Латиноамериканской епископской конференции.
Кардинал Апонте Мартинес был кардиналом-выборщиком на двух Конклавах 1978 года.
В 1984 году Апонте Мартинес помог координировать визит папы римского Иоанна Павла II в Пуэрто-Рико.
Кардинал Апонте Мартинес был активным инициатором основания в стране католических телевидения и радиостанции, а также еженедельной газеты «El Visitante» (Посетитель).
Кардинал Апонте Мартинес подал в отставку с поста архиепископа Сан-Хуана 26 марта 1999 года. Он участвовал в подготовке к Папскому Конклаву 2005 года, но потерял право голосовать, так как ему было уже 82 года.
В 2006 году он издал свои мемуары, Unde hoc mihi.
В 2011 году имя кардинала попало в заголовки газет из-за его комментариев по поводу признания в гомосексуальности пуэрто-риканского певца Рики Мартин.

## Состояние здоровье, кончина и похороны кардинала
В октябре того же года его здоровье серьёзно ухудшилось, он несколько раз был госпитализирован. 1 апреля 2012 года стало известно, что состояние кардинала продолжает ухудшаться, и кардинал заявил, что просит врачей, чтобы никакие чрезвычайные средства для продолжения его жизни не были использованы.
Кардинал Луис Апонте Мартинес скончался 10 апреля 2012 года, в 4 часа утра, от сердечно-сосудистых и почечных осложнений, в больнице «Auxilio Mutuo», в районе Ато Рей, Сан-Хуан, в 62-ю годовщину своего рукоположения в священники. Губернатор Пуэрто-Рико Луис Фортуньо объявил о пятидневном национальном трауре в связи с кончиной кардинала, а мэр Сан-Хуана, Хорхе Сантини, также постановил, о пятидневном трауре в столице. Религиозные лидеры Пуэрто-Рико выразили соболезнования по поводу кончины кардинала и помолились за него и его семью. Месса, на которой присутствовала семья кардинала, была отслужена в этот же день в кафедральном соборе митрополии Сан-Хуана архиепископом Роберто Гонсалес Ньевесом, OFM. В среду 11 апреля тело кардинала было доставлено в Лахас, где он родился, ещё одна траурная месса была отслужена в приходской церкви Нуэстра-Сеньора-де-ла-Канделария епископом Маягуэса Альваро Коррада-дель-Рио, SJ. В четверг 12 апреля тело было перенесено в Сан-Херман, где кардинал был рукоположён в священники. Похоронен кардинал был в кафедральном соборе Сан-Хуана.